# Two-Spirit

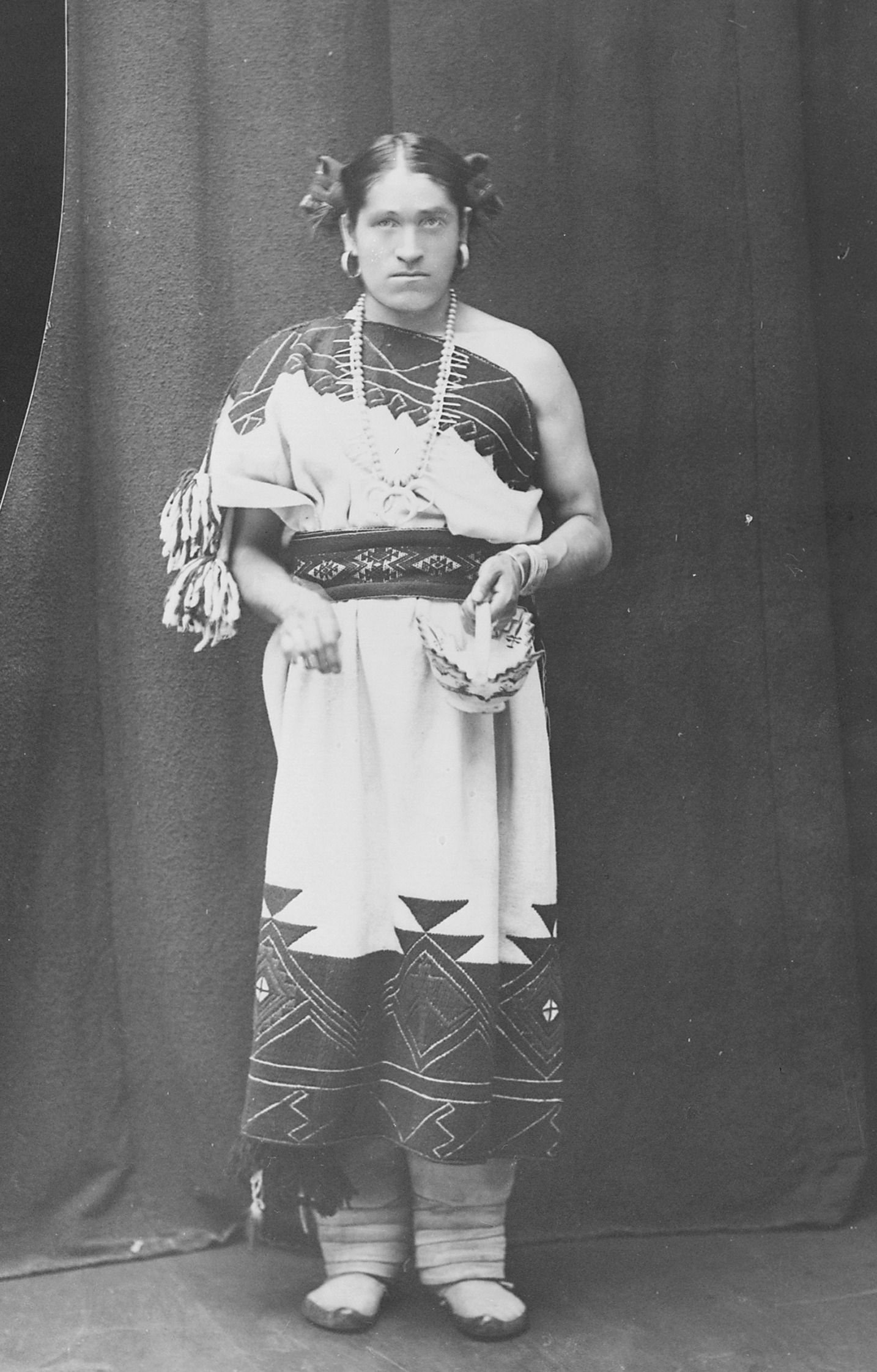
We’wha, ein Two-Spirit der Zuñi (zwischen 1871 und 1896)

Two-Spirit ist ein Neologismus für Angehörige nordamerikanischer Indianer eines Geschlechts (meist Männern), die die soziale Geschlechtsrolle (Gender) des anderen Geschlechts übernommen haben. Teilweise wird ihre Rolle als ein Fallbeispiel für ein drittes Geschlecht interpretiert. In der traditionellen anthropologischen Literatur wurden Two-Spirits als Berdache bezeichnet. Diese Bezeichnung wurde aber vielfach als problematisch und diskriminierend empfunden, weil es sich um eine von Europäern geprägte Fremdbezeichnung handelt. Auf der dritten Native American/First Nations Gay and Lesbian Conference in Winnipeg, Kanada wurde deshalb 1993 der Ersatzbegriff Two-Spirit geprägt, der sich durchgesetzt hat. Dieser Begriff existiert nur im Englischen und ist in die meisten indigenen amerikanischen Sprachen nicht direkt übersetzbar.

## Traditionelle Rolle
Berdache, heute als Two-Spirits bezeichnet, waren in den traditionellen indianischen Gesellschaften meist Männer, die die soziale Rolle von Frauen eingenommen haben. Dies betraf die traditionelle Kleidung und Haartracht, gender-spezifische Ausdrucks- und Verhaltensweisen und Arbeiten, die üblicherweise dem weiblichen Geschlecht zugewiesen wurden. Es gibt Berichte, dass zumindest einige von ihnen (beim Volk der Navajo) intersexuell gewesen seien, dies gilt aber als Ausnahme, es wird angenommen, dass einige europäische Beobachter Intersexualität, auch Homosexualität aufgrund ihrer eigenen Prüderie irrtümlich annahmen. Die Bezeichnung war von Volk zu Volk verschieden, nahm aber meist auf eine Position zwischen traditionellen Frauen und Männern Bezug. Sie galten als eigene Gruppe, wurden also weder dem einen noch dem anderen der traditionellen Geschlechter zugerechnet. Ihre Anzahl war gering, oft nur fünf oder sechs pro Volk, wobei sie bei Frauen noch einmal erheblich geringer war als bei Männern. Ihre sexuelle Orientierung hatte nichts mit der Geschlechterrolle der Gruppe zu tun. Viele hatten geschlechtlichen Umgang mit Männern, was aber nicht als Homosexualität betrachtet wurde, die bei indianischen Völkern ansonsten durchaus bekannt war und weithin praktiziert wurde. Heiraten zwischen Männern und die weibliche Rolle übernehmenden Two Spirits waren erlaubt und üblich. In einigen Fällen konnten anatomisch männliche Two Spirits aber auch Frauen heiraten. Die Rollenübernahme erfolgte meist mit der Adoleszenz in der Pubertät, kündigte sich aber in der Regel schon vorher an. In einigen Völkern wurden Kinder schon in frühem Alter für diese Rolle ausgewählt und daraufhin erzogen und vorbereitet.
Two-Spirits nahmen meist die alltäglichen Beschäftigungen und Arbeiten des Geschlechts wahr, das sie mit ihrer Rolle angenommen hatten. Dies betraf auch geschlechtsspezifisches Handwerk wie etwa Nähen. Anatomisch weibliche Two Spirits waren dementsprechend mit kulturell in ihrer Gesellschaft männlich konnotierten Dingen beschäftigt, etwa der Jagd, aber auch der Kriegsführung. Männliche nahmen bei einigen Völkern an Kriegszügen teil, bei anderen nicht. Sie waren in ihren Gesellschaften oft hoch angesehen. Oft wurden ihnen besondere Beziehungen zur Welt des Übernatürlichen zugeschrieben. In einigen Fällen wird auch von Verachtung und Hass gesprochen, meist wird aber angenommen, dass es sich dabei schon um die Übernahme von Werten der europäischen Einwanderer und Kolonialherren handelt.
Two-Spirits werden in der völkerkundlichen Literatur über Nordamerikaner seit dem 16. Jahrhundert als Kuriosität erwähnt, aber erst im 20. Jahrhundert eingehender beschrieben, als die Institution, auch durch Unterdrückung durch die neuen europäischen Herren, schon weitgehend verschwunden war. Die meisten Berichte sind deshalb aufgeschriebene mündliche Erfahrungsberichte der letzten damals noch lebenden Zeitzeugen. Es gibt Hinweise darauf, dass sie in einigen Völkern noch einige Zeit verdeckt weiterlebten. Dennoch ist die kulturelle Tradition abgerissen. Moderne Two-Spirits sind indigene Amerikaner, oft wegen Homosexualität in ihren eigenen Völkern marginalisiert und unterdrückt, die versuchen, an die Tradition anzuknüpfen. Nachforschungen wurde und wird oft mit Abwehr begegnet, da aufgrund der Übernahme westlicher Wertesysteme die traditionelle Stellung verloren ist und das Thema den Befragten heute unangenehm ist.

## Gegenwart

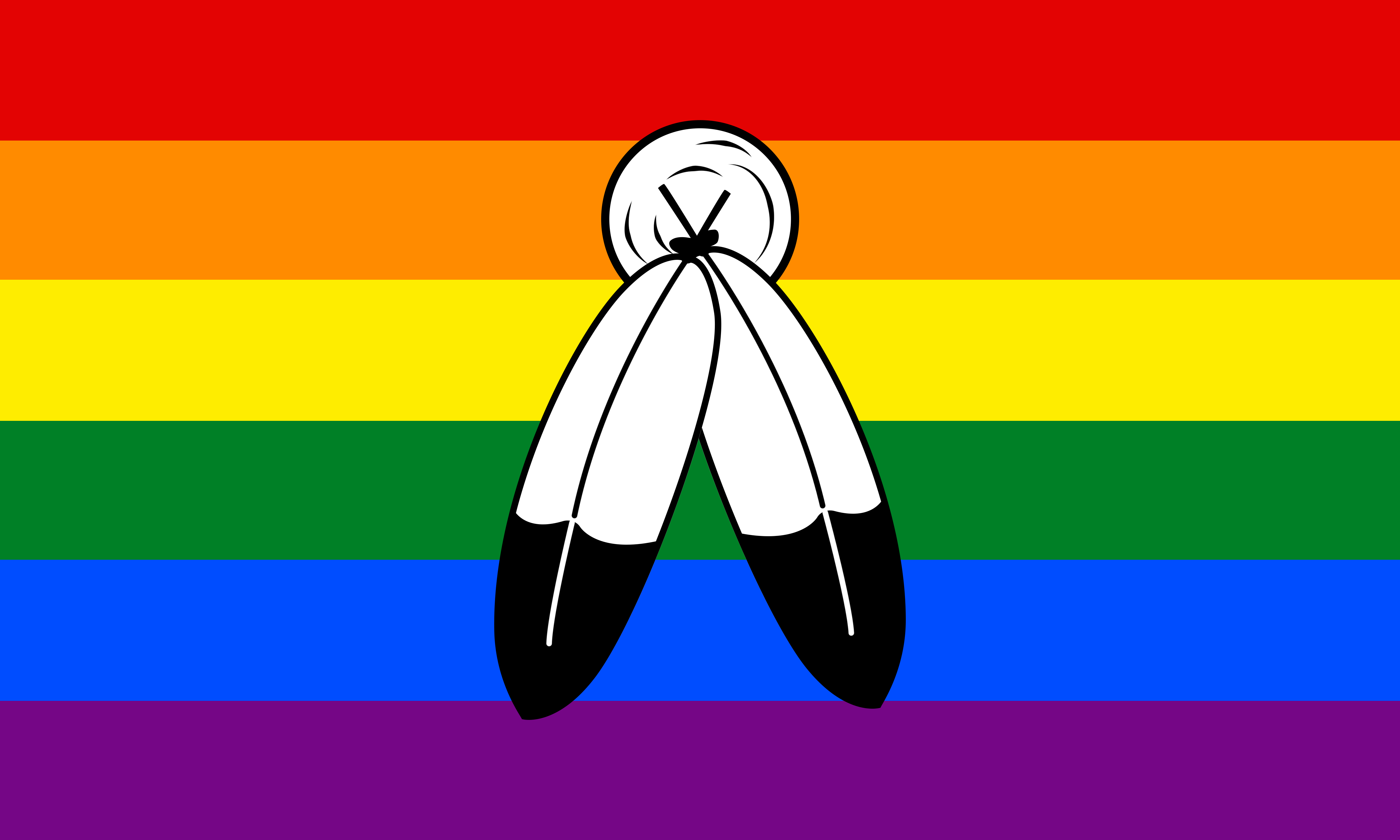
Moderne Two-Spirit-Flagge auf Basis der Regenbogenfahne

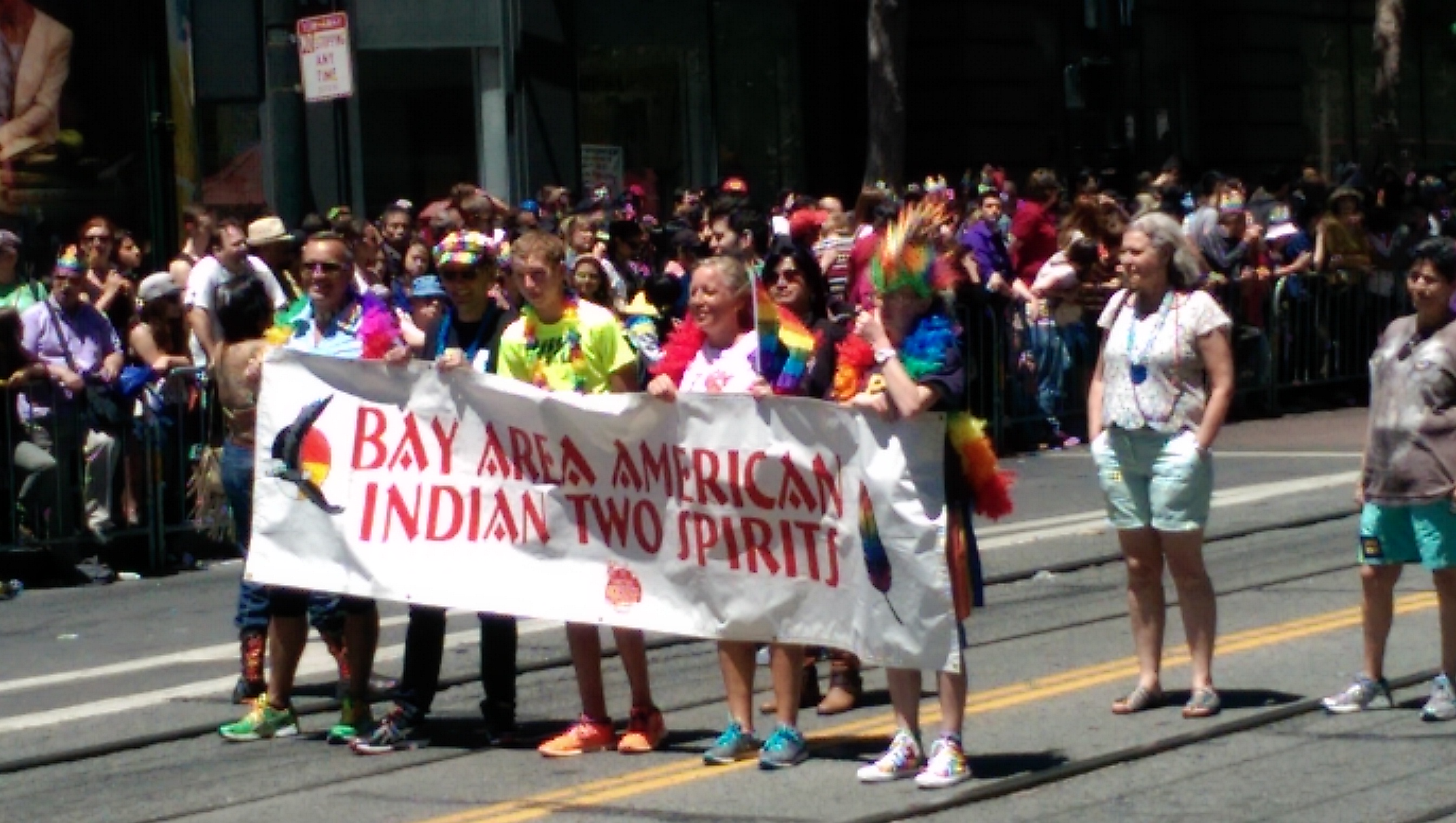
Moderne Two-Spirits auf der San Francisco Pride 2014

Die Wiederbelebung der damaligen indigenen Kultur mit ihrem Geschlechterverständnis war trotz der Bemühungen vieler lesbischer, schwuler, trans- und intergeschlechtlicher Indigenen nicht möglich. Die heutigen Indigenen haben die Normen und Werte der Europäer verinnerlicht; die Existenz der Two-Spirits wurde in der öffentlichen Wahrnehmung lange verdrängt und erfuhr erst in den letzten Jahren eine Wiederbelebung.